# The Westin Poinsett
Pour les articles homonymes, voir Poinsett.
The Westin Poinsett est un hôtel américain situé à Greenville, en Caroline du Sud. Installé dans un bâtiment inscrit au Registre national des lieux historiques le 1er juillet 1982, cet établissement de Westin Hotels & Resorts est membre des Historic Hotels of America depuis 2002.